# Australosymmerus lobatus
Australosymmerus lobatus är en tvåvingeart som beskrevs av Munroe 1974. Australosymmerus lobatus ingår i släktet Australosymmerus och familjen hårvingsmyggor. Inga underarter finns listade i Catalogue of Life.